# Enzo Briand
Pour les articles homonymes, voir Briand.
Enzo Briand, né le 8 mai 2004, est un coureur cycliste français.

## Biographie
Enzo Briand est issu d'une famille de coureurs cyclistes. Son grand-père Michel et son père Fabien ont eux-mêmes pratiqué ce sport en compétition, tout comme son cousin Victor,. Il prend sa première licence à l'UC Briochine, avec lequel il participe à ses premières courses cyclistes. Décrit comme un bon grimpeur, il s'illustre dans les catégories de jeunes en remportant une centaine de courses, parmi lesquelles un titre de champion régional minimes et plusieurs championnats départementaux en cyclo-cross.
En 2022, il intègre l'équipe juniors de l'UC Nantes Atlantique, afin de disposer d'un calendrier plus fourni. Au début du printemps, il se distingue en prenant la quatrième place de Gand-Wevelgem juniors, pour sa sélection en équipe de France. Deux mois plus tard, il obtient un nouveau résultat notable au niveau international en terminant deuxième du Tour de Gironde. Il s'impose également à plusieurs reprises au niveau national, notamment sur le Trophée Louison-Bobet.
Il passe finalement professionnel dès 2023 au sein de la structure continentale de l'UC Nantes Atlantique. Compte tenu de son jeune âge, il doit bénéficier d'un programme aménagé. Il ne dispute cependant aucune course avant le mois de septembre en raison d'une blessure à un genou.

## Palmarès
- 2021
  - Champion des Côtes-d'Armor sur route juniors
- 2022
  - Trophée Louison-Bobet
  - 1re étape du Grand Prix KBA-Vérandaline (contre-la-montre)
  - Tour du Couesnon Marche de Bretagne
  - 2e de la Ronde du Printemps
  - 2e du Tour de Gironde